# Jacques Santini
Jacques Santini, född 25 april 1952 i Delle, är en fransk före detta fotbollsspelare och tränare. Han var förbundskapten för Frankrikes herrlandslag i fotboll 2002-2004.